# Traçat irregular

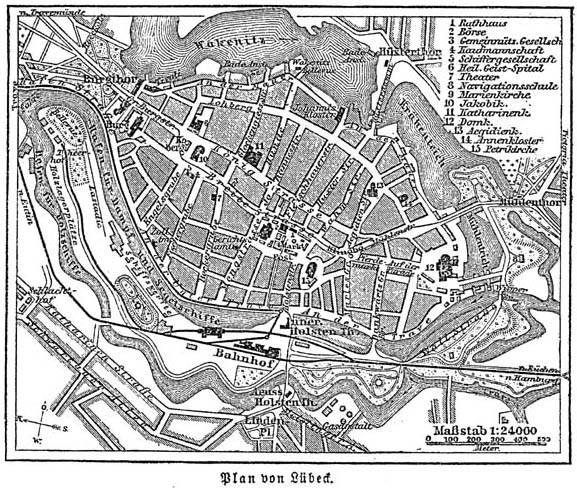
Traçat irregular del Lübeck medieval.

El  traçat irregular  és un tipus de traçat urbà d'aspecte anàrquic, sense forma definida. És fruit d'una decisió social, com en una ciutat medieval, amb un origen multipolar, amb diversos centres que creixen fins a ajuntar-se, o de la posició de diversos tipus de plans diferents, com en les nostres ciutats actuals.
Les ciutats medievals presenten una gran varietat d'esquemes planimètrics com a resultat de la manca de planificació prèvia, és a dir que gairebé la totalitat va sorgir com a resultat del creixement natural i orgànic.
Avui dia ens podem trobar, en totes les ciutats, diferents tipus de traçats segons l'època en què van ser reformades: des del traçat irregular de la ciutat antiga, al traçat radial, l'ortogonal o el lineal.